# Uwgereedschap.nl
Uwgereedschap.nl was een Nederlandse marathonschaatsploeg onder technische leiding van Renate Groenewold. Het damesteam bestond uit vier rijders. in 2015 hield het team op te bestaan.

## Seizoen 2014-2015
De volgende schaatsers maakten in seizoen 2014-2015 deel uit van het team:
- Ria Westenbroek;
- Corina Strikwerda;
- Harriëtte Keuning-Knol;
- Jolanda Langeland.